# Venus (gratte-ciel)
Venus est un gratte-ciel résidentiel construit à Vancouver au Canada en 2000. L'immeuble compte 298 logements.
L'architecte est l'agence Bingham + Hill Architects.
Le promoteur est la société Pinnacle International.